# Yamamoto Kohei
Kohei Yamamoto (sinh ngày 15 tháng 4 năm 1986) là một cầu thủ bóng đá người Nhật Bản.

## Sự nghiệp câu lạc bộ
Kohei Yamamoto đã từng chơi cho Shonan Bellmare và Mito HollyHock.